# Tatry Bielskie

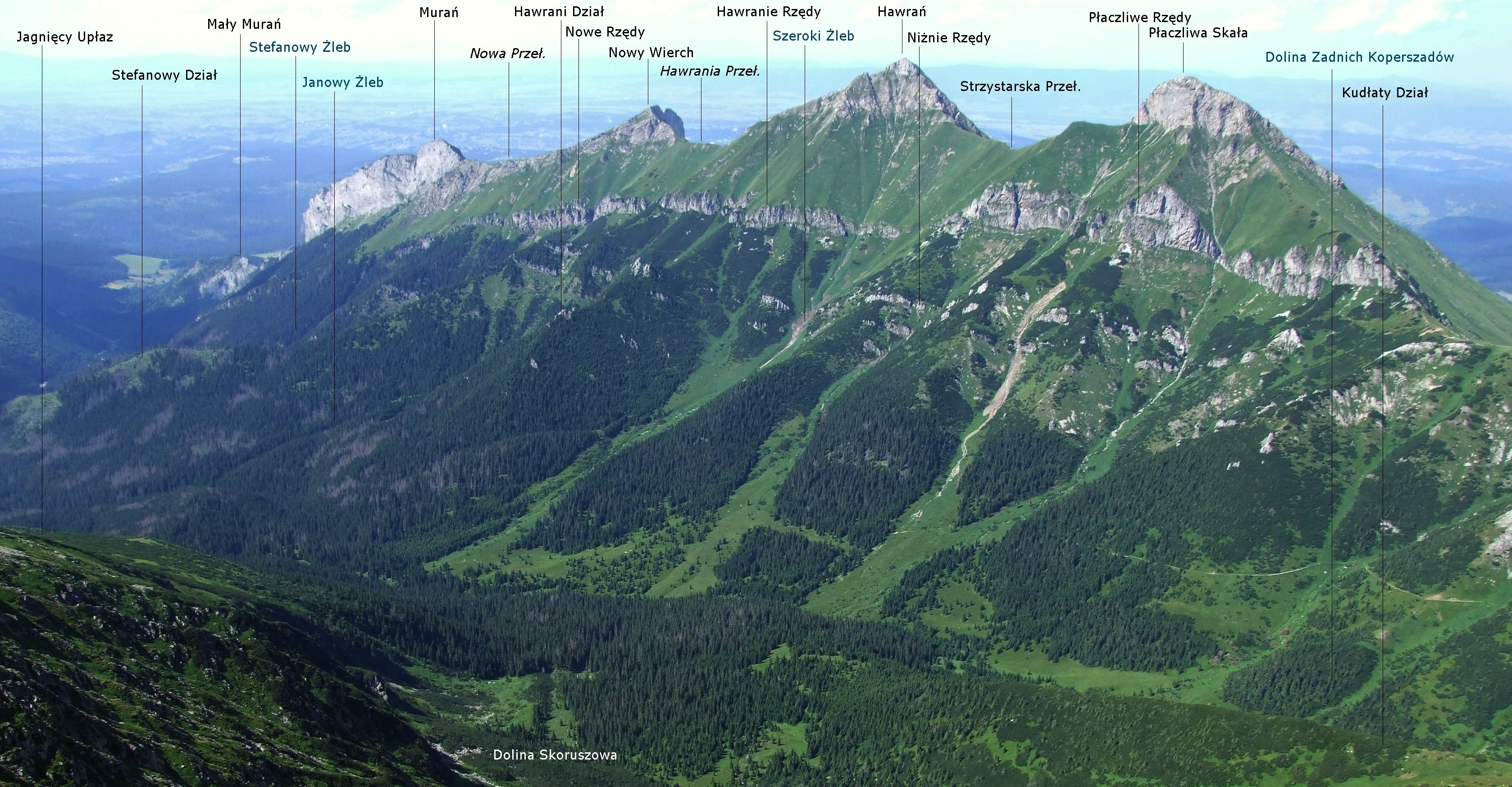
Zachodnia część pasma

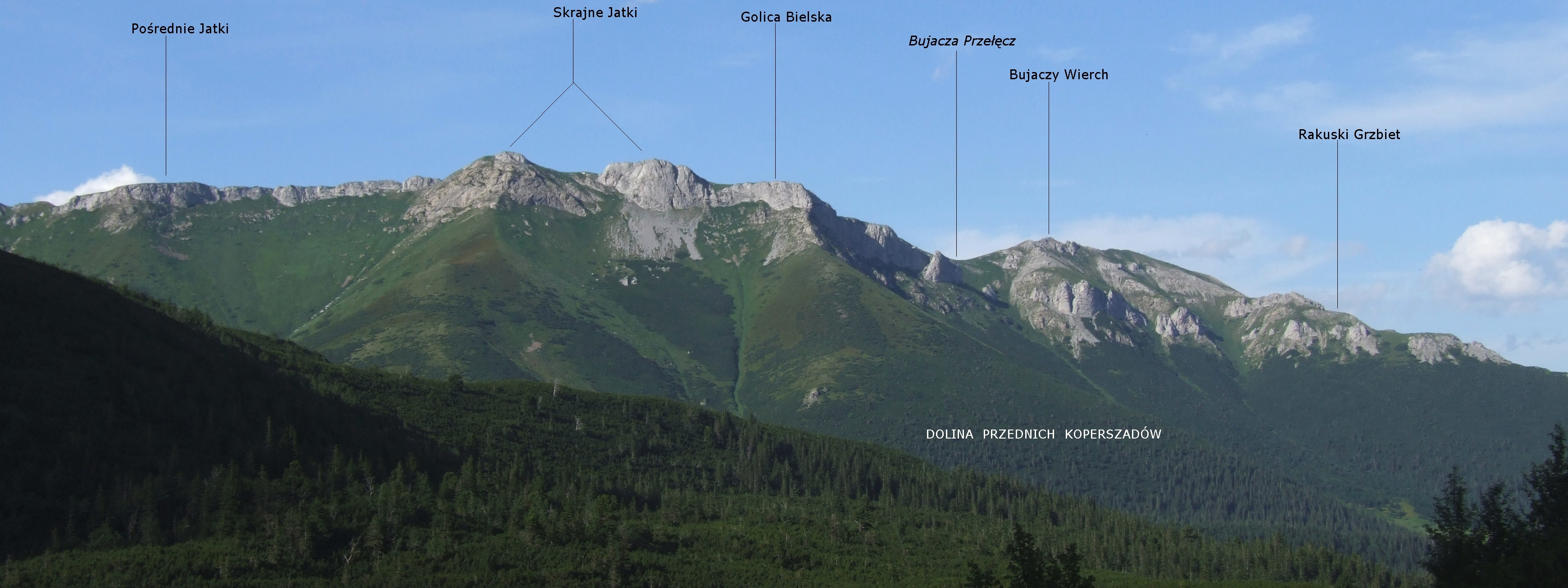
Wschodnia część pasma

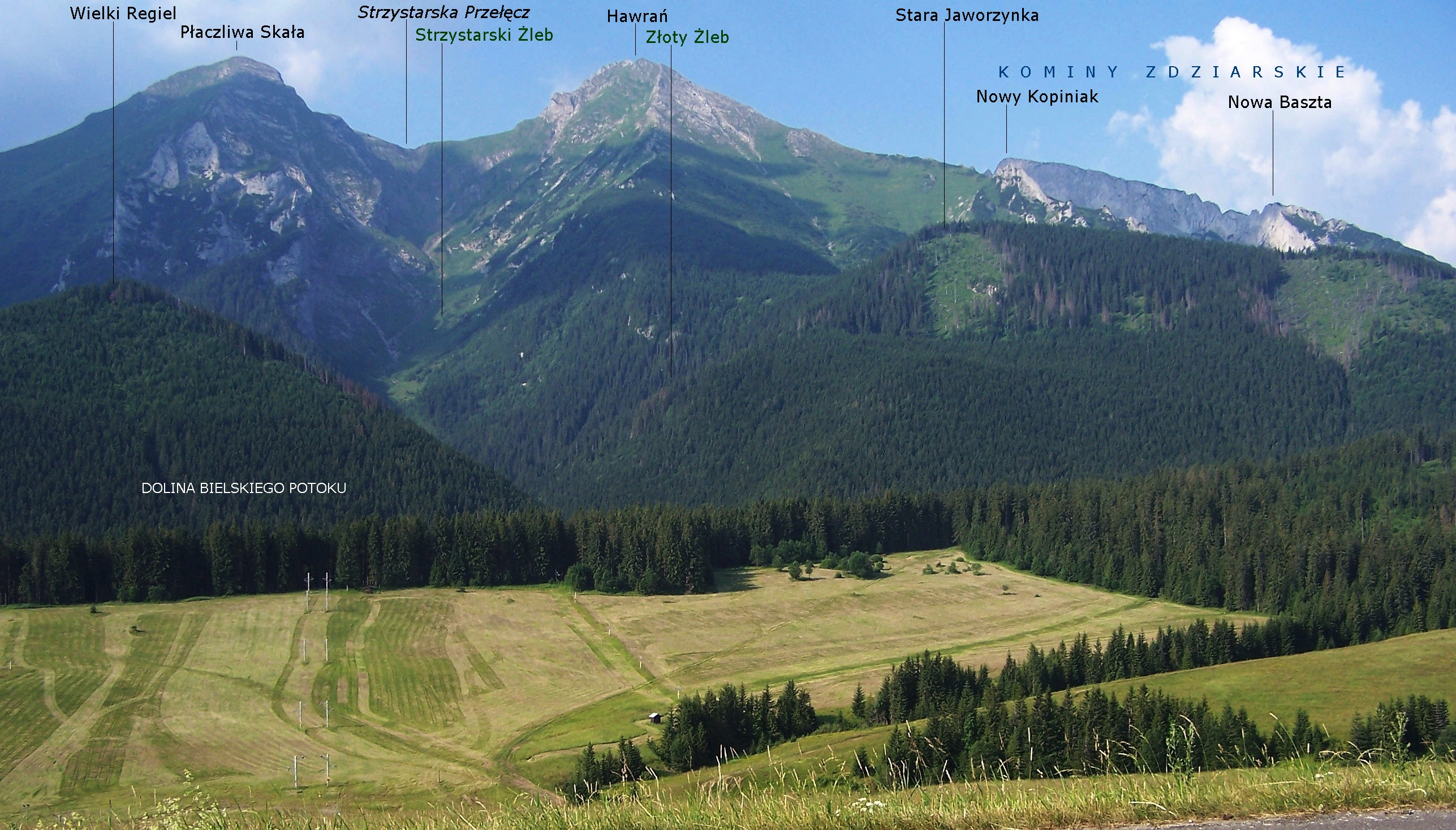
Widok od północnej strony

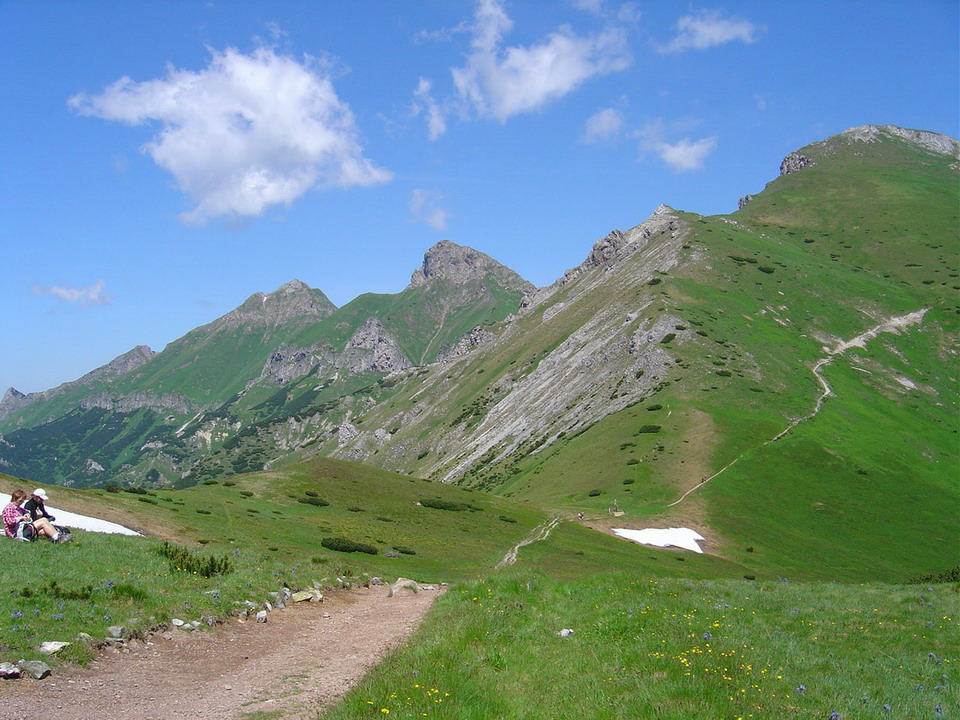
Widok z Wyżniej Przełęczy pod Kopą

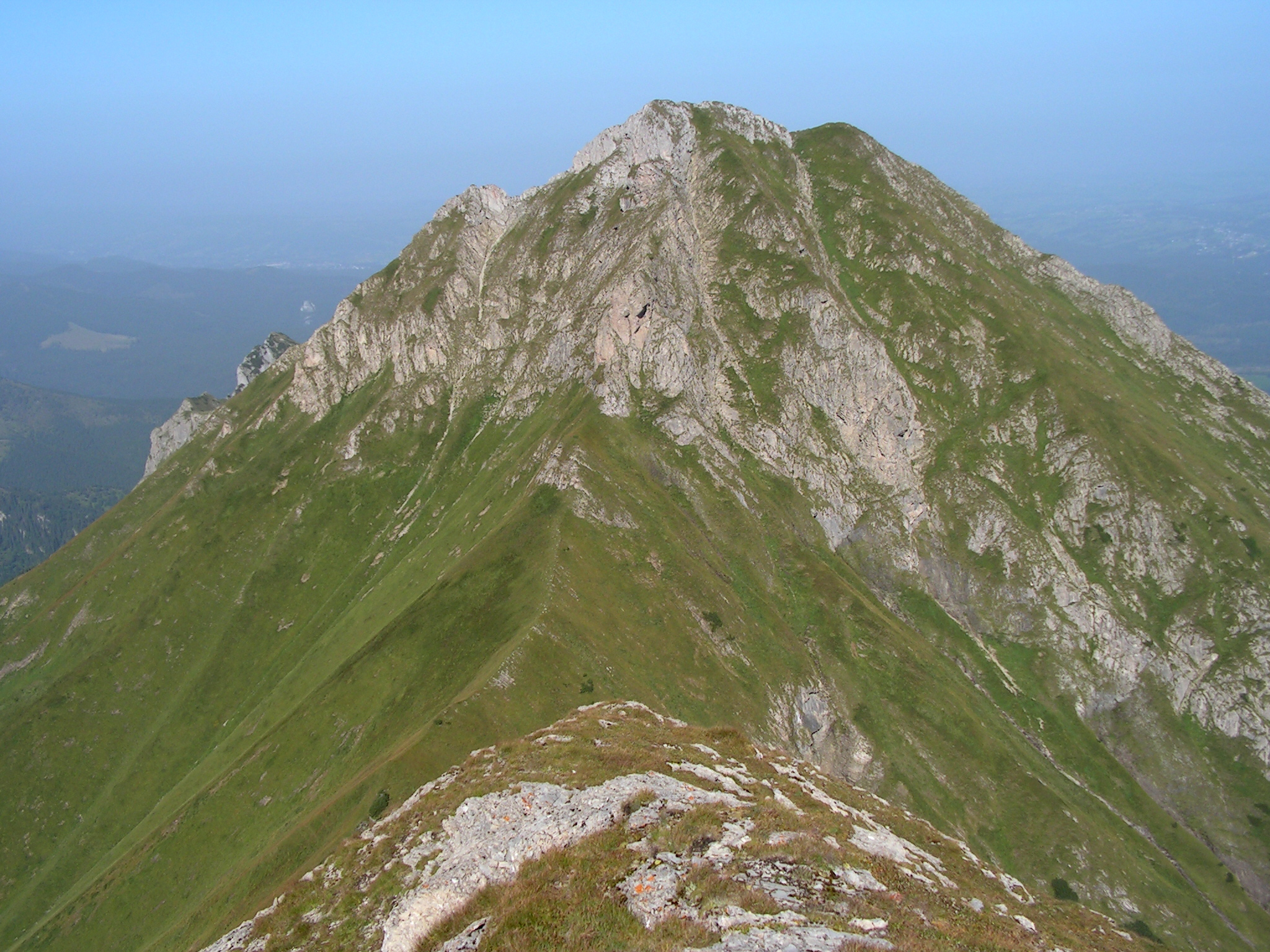
Hawrań

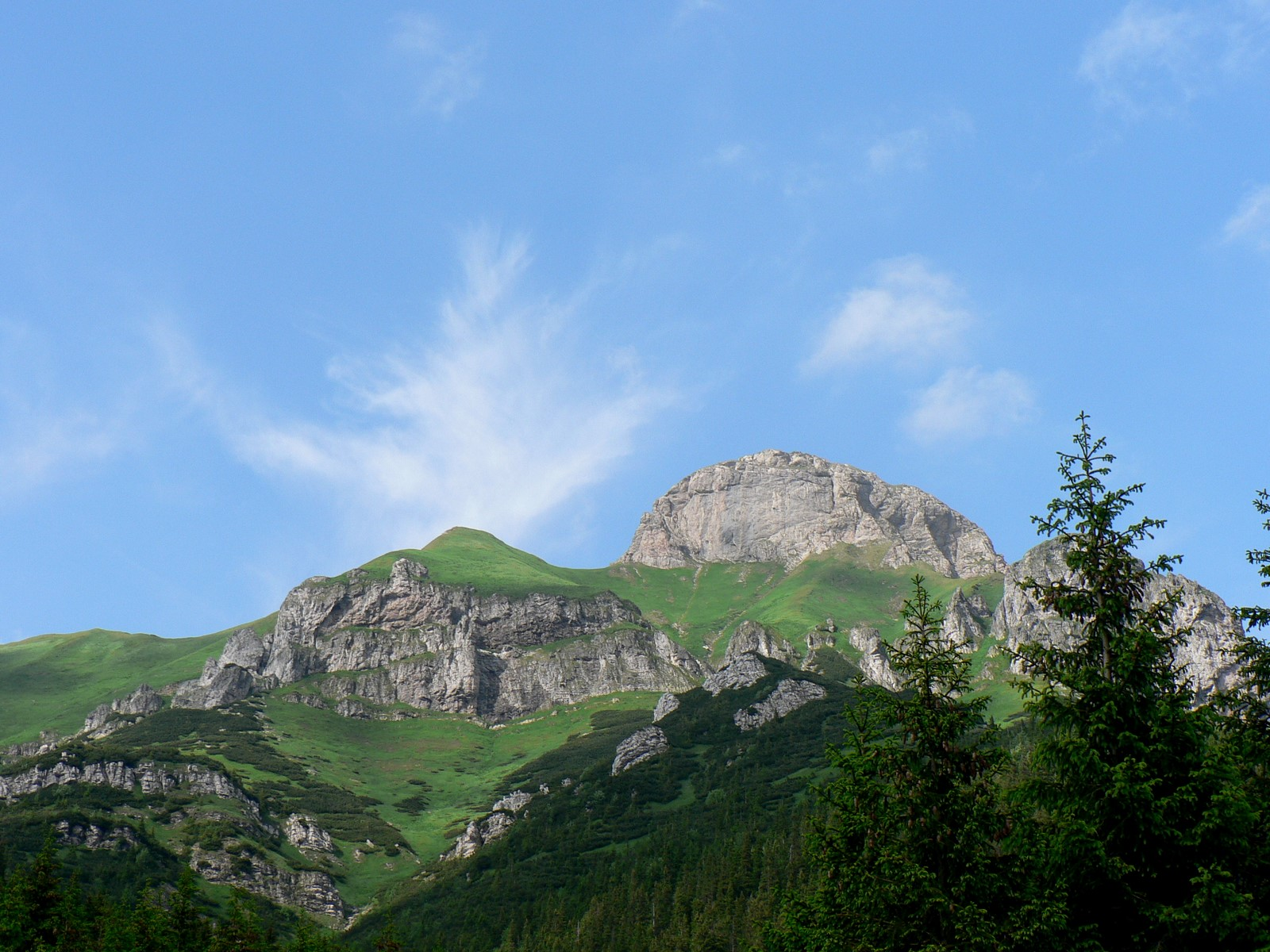
Płaczliwa Skała od południowej strony

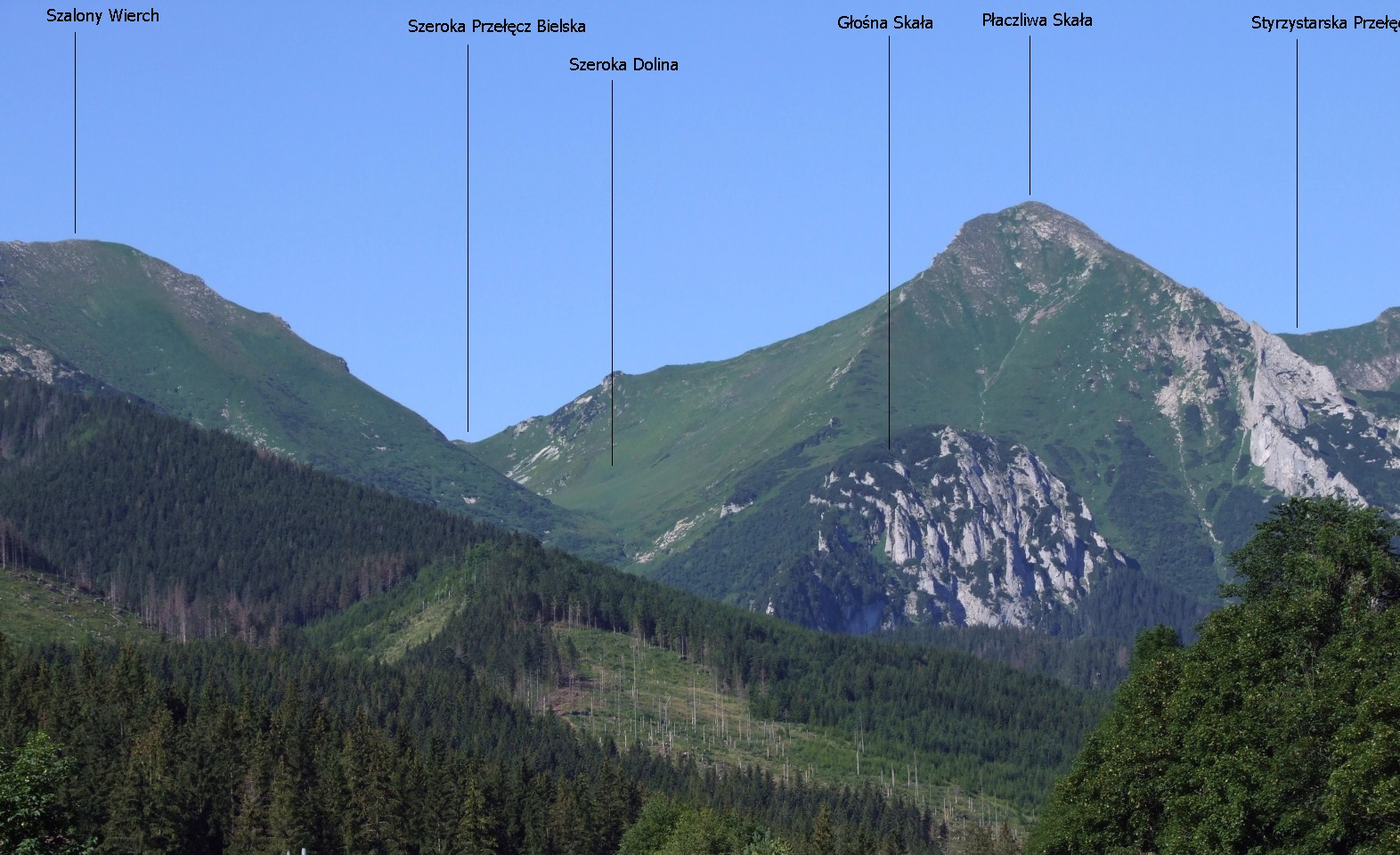
Szeroka Przełęcz i Płaczliwa Skała od północnej strony

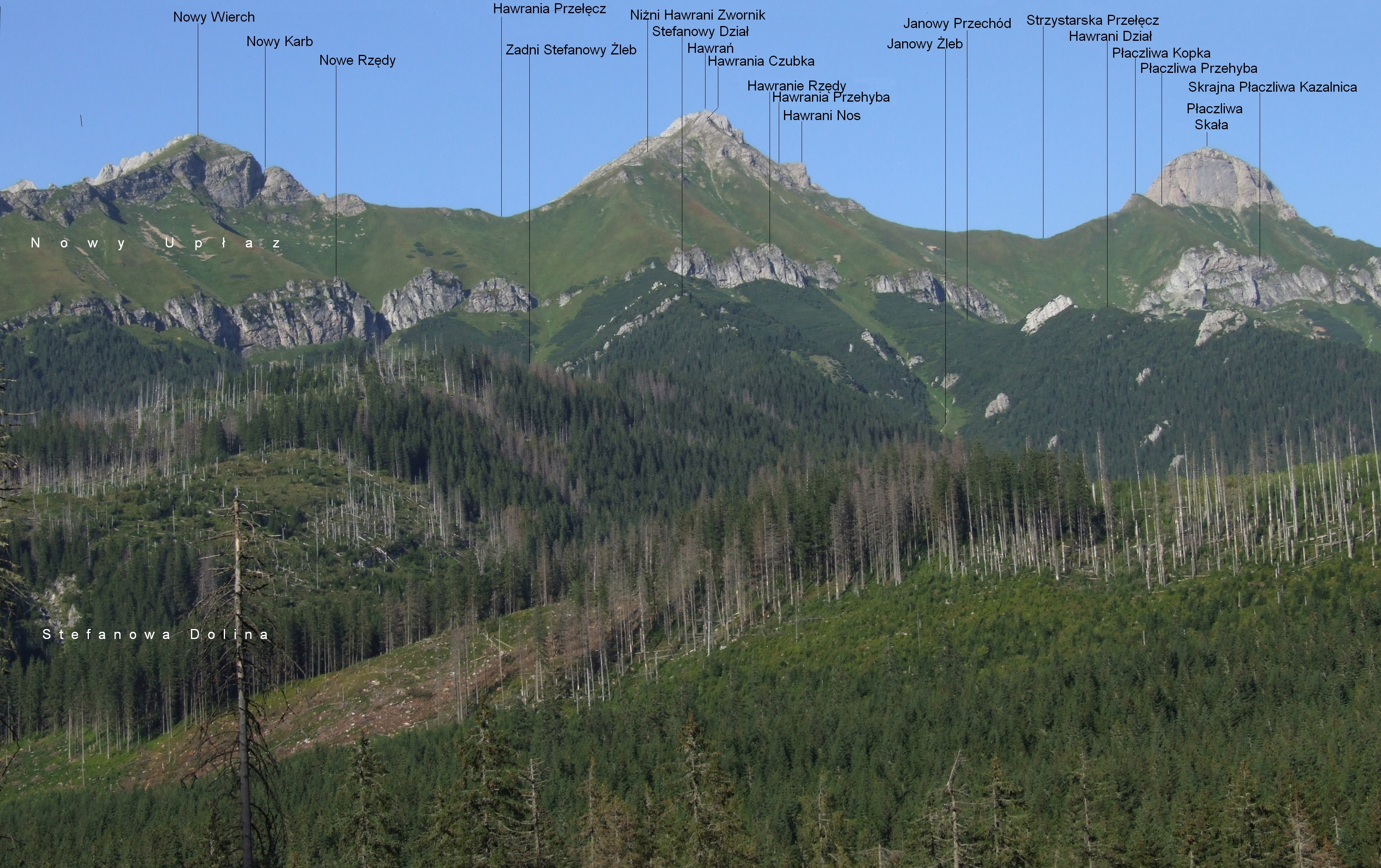
Widok z Doliny Jaworowej

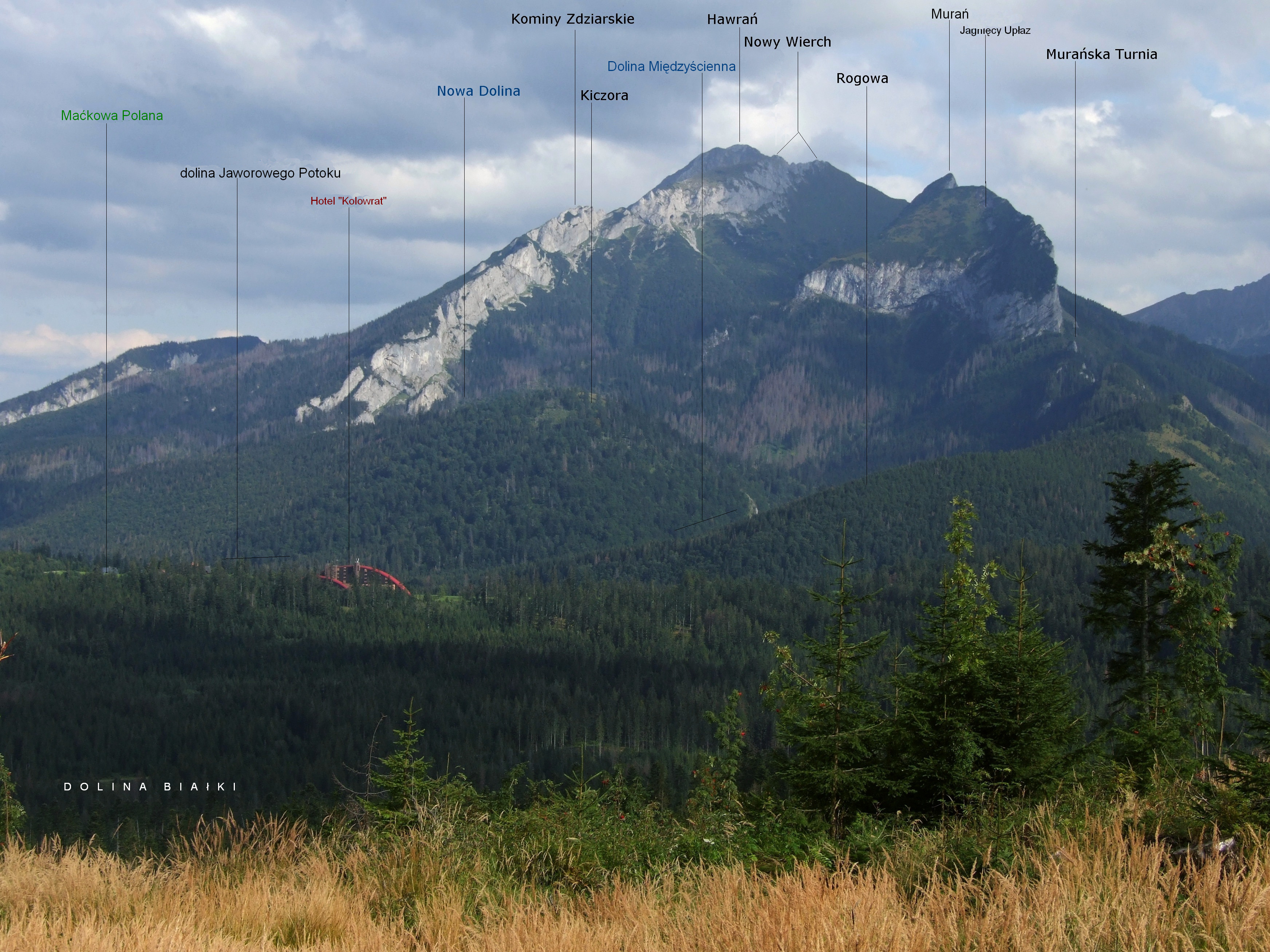
Widok od zachodniej strony

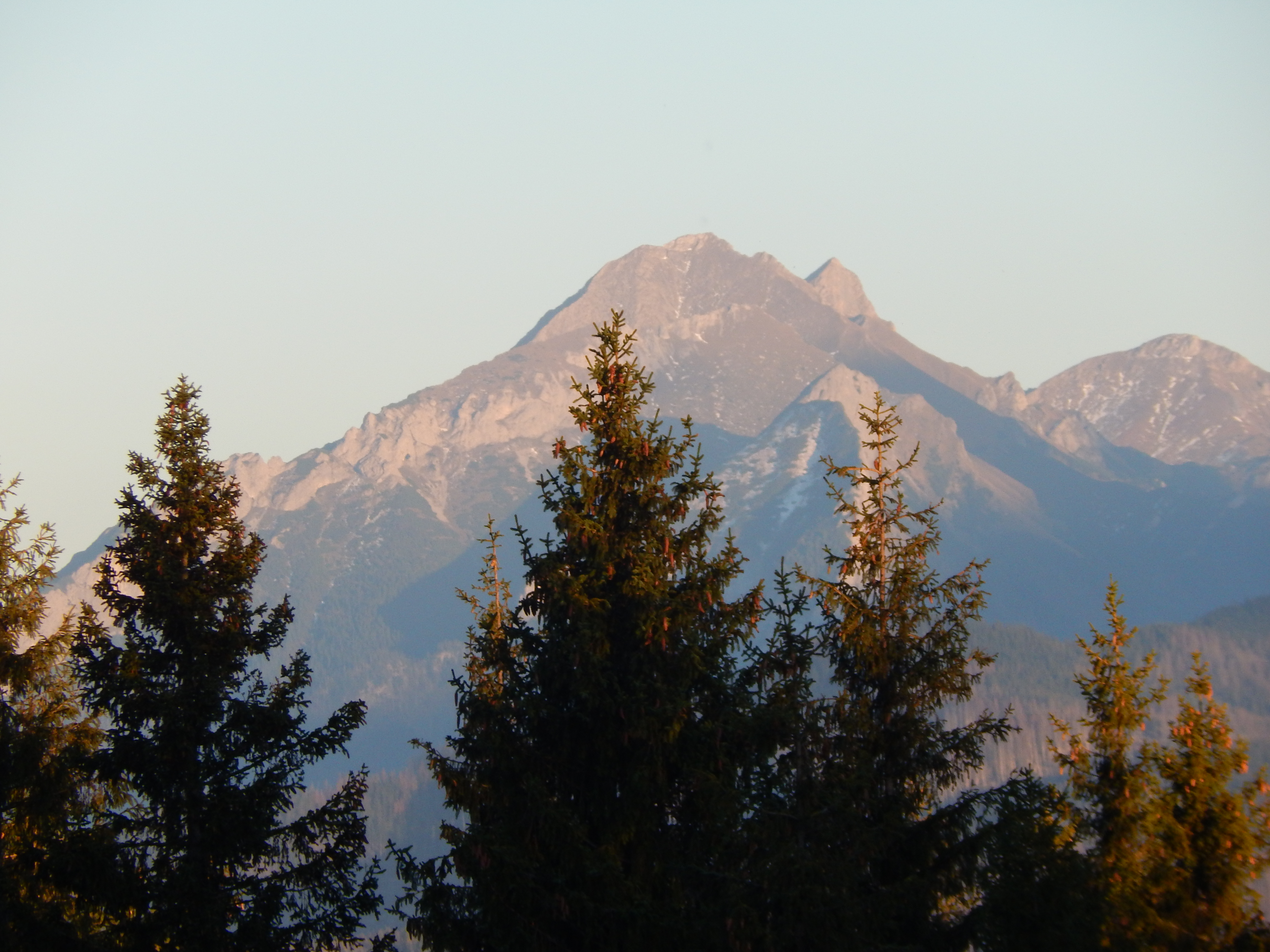
Hawrań i Murań widziane z Gubałówki

Tatry Bielskie (słow. Belianske Tatry, Belanské Tatry, Bielské Tatry, niem. Kalkalpen, Belaer Kalkalpen, Beler Tatra, węg. Bélai-havasok, Bélai mészhavasok, Bélai-Tátra) – położone na Słowacji pasmo górskie, część Tatr ustawiona poprzecznie do grani głównej Tatr. Z jej częścią położoną w obrębie Tatr Wysokich łączy się przez Przełęcz pod Kopą (Kopské sedlo). Mają powierzchnię około 70 km², co stanowi około 9% powierzchni całych Tatr.

## Topografia

### Położenie
Tatry Bielskie od Wysokich są wyraźnie oddzielone dwiema dolinami walnymi: dolną częścią Doliny Kieżmarskiej i jej odnogą – Doliną Przednich Koperszadów po wschodniej stronie Przełęczy pod Kopą i dolną częścią Doliny Jaworowej i jej odnogą – Doliną Zadnich Koperszadów po zachodniej stronie tej przełęczy. Od południa i południowego wschodu graniczą z Magurą Spiską, a granica biegnie następująco: od wylotu Doliny Jaworowej Jaworowym Potokiem do ujścia Hawraniego Potoku, nim w górę do Doliny Goliasowskiej, tą do Zdziarskiej Przełęczy, dalej w dół wzdłuż potoku Średnica i dnem Bielskiego Potoku aż do jego skrętu w miejscowości Tatrzańska Kotlina. Od wschodu stoki Tatr Bielskich opadają do Kotliny Popradzkiej.

### Grań Tatr Bielskich
Grań główna Tatr Bielskich o całkowitej długości ok. 15 km ciągnie się od wschodnich podnóży Kobylego Wierchu w Tatrzańskiej Kotlinie po Dolinę Jaworową oddzielająca zachodni kraniec Tatr Bielskich (grzbiet Rogowej) od Tatr Wysokich. W linii prostej jest to ok. 13 km. Tylko kilka szczytów ma wysokość ponad 2000 m.
Grań Tatr Bielskich nie jest typowym przedłużeniem grani Tatr Wysokich. Styka się z nimi bokiem, mniej więcej w połowie długości, a zwornikiem jest Szalony Wierch. Od południowej strony nie ma wyraźnych odgałęzień bocznych, od północnej natomiast tworzy ramiona boczne, pomiędzy którymi występuje kilkanaście dolin. Szeroka Przełęcz Bielska (Široké sedlo) dzieli Tatry Bielskie na część zachodnią z wyższymi szczytami oraz łagodnie pofałdowaną część wschodnią, w której przełęcze mają średnie wcięcie tylko ok. 50 m.

### Szczyty
Najbardziej rozpoznawalne szczyty Tatr Bielskich znajdują się w zachodniej części pasma. Są to (z zachodu na wschód):
- Murań (Muráň) – 1890 m,
- Nowy Wierch, Nowy (Nový) – 2009 m,
- Hawrań (Havran) – 2152 m – najwyższy szczyt Tatr Bielskich,
- Płaczliwa Skała (Ždiarska Vidla) – 2142 m

W części wschodniej dominują:
- Szalony Wierch (Hlúpy) – 2061 m,
- grzbiet Jatek:
  - Zadnie Jatki (Zadné Jatky) – 2020 m,
  - Pośrednie Jatki – 1980 m,
  - Skrajne Jatki (Przednie Jatki, Predné Jatky) – 2012 m,
- Bujaczy Wierch (Bujačí vrch) – 1946 m.

## Geologia
W odróżnieniu od Tatr Wysokich i Zachodnich Tatry Bielskie zbudowane są prawie wyłącznie ze skał osadowych: wapieni, margli, dolomitów – należących do tzw. dolnej płaszczowiny reglowej. Występują także piaskowce. Jedynie w masywie Steżek występuje pewna ilość skał krystalicznych. Dominują białe wapienie murańskie. Zjawiska krasowe rozwinięte są dość słabo, poznano dotąd tylko ok. 50 jaskiń. Najdłuższa z nich to udostępniona dla turystów Jaskinia Bielska (Belianska jaskyňa) na północnym zboczu Kobylego Wierchu, najgłębsza jest Jaskinia Strzystarska w Hawraniu.
W czasie ostatniego glacjału w Tatrach Bielskich było 7 lodowców, w tym 3 kotły lodowcowe i 4 lodowce dolinne. Długość lodowców dochodziła do 2 km. Potoki zbierające wody z Tatr Bielskich należą do dwóch zlewni: Popradu (Biała Woda Kieżmarska i Bielski Potok z ich dopływami) lub Dunajca (Jaworowy Potok z jego dopływami). Wszystkie są w zlewisku Bałtyku.

## Gleby, flora i fauna
Wietrzenie wapieni doprowadziło do powstania na terenie Tatr Bielskich urodzajnych gleb, na których rozwinęła się bujna roślinność. Jest ona bogatsza niż w Tatrach Wysokich, a botanicy wyodrębniają ją w oddzielny podokręg botaniczny. Bogatą florę badało wielu przyrodników, wśród nich byli Samuel Genersich i Göran Wahlenberg. Ciekawa jest też fauna, szczególnie mięczaków i owadów. W graniowych partiach licznie występują kozice.

## Historia
Nazwa pasma wywodzi się od miasta – Białej Spiskiej, która już w 1310 r. otrzymała pastwiska w środkowej i wschodniej części Tatr Bielskich. W latach 1412–1769(72) miasto to (a wraz z nim część Tatr Bielskich) należało do Polski. Północna część Tatr Bielskich należała do klucza niedzickiego. Osadnictwo w niektórych miejscowościach po północnej stronie (np. w Zdziarze) jest w dużym stopniu polskiego pochodzenia. Pasterstwo ma tutaj długą tradycję, na żyznych halach wypasano co najmniej od XIV w. O niektóre tereny pasterskie (np. Wspólną Pastwę) toczyły się długotrwałe spory, nawet krwawe. W latach 1953–1955 wypasano łącznie ok. 1700 owiec. Najdłużej, bo do 1958 utrzymał się wypas w Żlebinie. Cieszyły się też Tatry Bielskie szczególną sławą wśród poszukiwaczy skarbów, niektórzy z nich ponieśli w nich śmierć. Po zioła chodzili tutaj zielarze i alchemicy, m.in. brat Cyprian z Czerwonego Klasztoru. Christian Hohenlohe na wykupionym dużym obszarze w zachodniej części (po Hawrań) założył rezerwat łowiecki, w którym introdukował nawet gatunki zwierząt obce naszej faunie (bizony, koziorożce). W latach 1910–1925 niemieckie firmy w rabunkowy sposób dokonały znacznych wyrębów lasów na północnych stokach, w Podspadach istniał duży tartak parowy.
Duży wkład w badaniach naukowych Tatr Bielskich mają polscy uczeni. Stanisław Eljasz-Radzikowski w latach 1893–1894 opracował podstawowe nazewnictwo, geologię badał Walery Goetel (1918–1919), zaś szczegółową monografię geologiczną opracował Stanisław Sokołowski w 1948. Badania botaniczne prowadzili m.in. Bogumił Pawłowski, Zofia Radwańska-Paryska, Konstanty Stecki. W 1997 r. Władysław Cywiński, ratownik GOPR i TOPR, opracował dwutomową, szczegółową monografię taternicką.

## Turystyka
Turystyka ma tutaj tradycje sięgające roku 1717, kiedy to István Berzeviczy wszedł na Murań. Obecnie Tatry Bielskie tylko w niewielkim stopniu są dostępne dla turystyki. Istniejące na ich terenie szlaki: z Doliny Bielskiego Potoku na Szeroką Przełęcz Bielską; z Doliny Białych Stawów na Płaczliwą Skałę i z Tatrzańskiej Kotliny wschodnią granią Tatr Bielskich na Przełęcz pod Kopą zostały zamknięte w roku 1978 decyzją TANAP-u. W 1993 otwarto jednokierunkowy szlak dydaktyczny poprowadzony ze Zdziaru przez Dolinę do Regli (Monkova dolina) i Szeroką Przełęcz do Przełęczy pod Kopą. Obecnie szlak ten jest dwukierunkowy.
Pasmo można też podziwiać podczas wędrówki z Doliny Kieżmarskiej szlakiem przez Dolinę Białych Stawów, Przełęcz pod Kopą i Dolinę Zadnich Koperszadów (Zadné Meďodoly). Oparciem dla turystyki jest górskie Schronisko pod Szarotką oraz liczne kwatery, hotele i ośrodki wczasowe w Jaworzynie Tatrzańskiej, Podspadach, Zdziarze i Tatrzańskiej Kotlinie.
W literaturze turystycznej Tatry Bielskie były traktowane po macoszemu. W pionierskim okresie rozwoju turystyki ich właściciel Christian Hohenlohe zabronił wstępu na swoje myśliwskie tereny, zatrudnił strażników do ich pilnowania, a nawet ogrodził je płotem. W latach 60. i 70. XX wieku polowali tutaj współcześni dygnitarze, m.in. Fidel Castro, Aleksiej Kosygin, różni sekretarze partyjni i inni dygnitarze. W latach 1978–1980 zamknięto najciekawsze szlaki turystyczne, motywując to względami ochrony przyrody. W istocie zaś chodziło o zapewnienie spokoju i bezpieczeństwa dygnitarzom w rządowym ośrodku w Jaworzynie Spiskiej. Po utworzeniu TANAP-u cały obszar Tatr Bielskich uznany został za obszar ochrony ścisłej i jest nim do dzisiaj. Zabroniono uprawiania wspinaczki skalnej, a turyści mogą wędrować tylko nielicznymi szlakami. Mimo że ścieżki leśne wykonane przez służbę Ch. Hohenlohego są praktycznie nieużywane, zachowały się w całkiem dobrym stanie. Rejon Tatr Bielskich z rzadka tylko penetrowany jest przez naukowców, czasami chodzą tędy kursanci Horskiej Służby, a najczęściej leśnicy i robotnicy leśni wycinający drzewo. Mimo formalnego zakazu polowań nadal też istnieją ambony strzeleckie (ustawiane w pobliżu paśników).
Niedostępność turystyczna jest powodem małej ilości nazw w obrębie Tatr Bielskich. Opracowując szczegółową ich topografię W. Cywiński utworzył wiele nowych nazw.